# سیارک ۷۲۸۲۷
سیارک ۷۲۸۲۷ (به انگلیسی: 72827 Maxaub، نامگذاری:2001HT8) هفتاد و دو هزار و هشتصد و بیست و هفتمین سیارک کشف شده‌است که در ۲۳ آوریل ۲۰۰۱ کشف شد.